# Pteris gallinopes
Pteris gallinopes är en kantbräkenväxtart som beskrevs av Ren-Chang Ching. Pteris gallinopes ingår i släktet Pteris och familjen Pteridaceae. Inga underarter finns listade.